# Pericallia transversa
Pericallia transversa är en fjärilsart som beskrevs av Moore 1879. Pericallia transversa ingår i släktet Pericallia och familjen björnspinnare. Inga underarter finns listade i Catalogue of Life.